# 김승완
김승완(1987년 7월 7일 ~ )은 대한민국의 배우이다.

## 학력
- 2006년 ~ 2013년 호원대학교 연기과 학사

## 출연

### 방송

#### 드라마
- 2018년 SBS 《훈남정음》 - 신참 역
- 2018년 KBS 1TV 《비켜라 운명아》 - 서영철 역
- 2020년 tvN 《철인왕후》 - 배민 역

### 영화
- 2019년 《봉오동 전투》 - 촌민 포로 역
- 2020년 《반도》 - 631부대 군인 역

### 공연

#### 연극
- 2015년 《안나라수마나라》 - 멀티맨 1인 14역

### 광고
- 2018년 일동제약 아로나민 골드
- 2019년 해태에이치티비 영진 구론산 바몬드 - 너 진짜 많이 컸다 편